# Okno

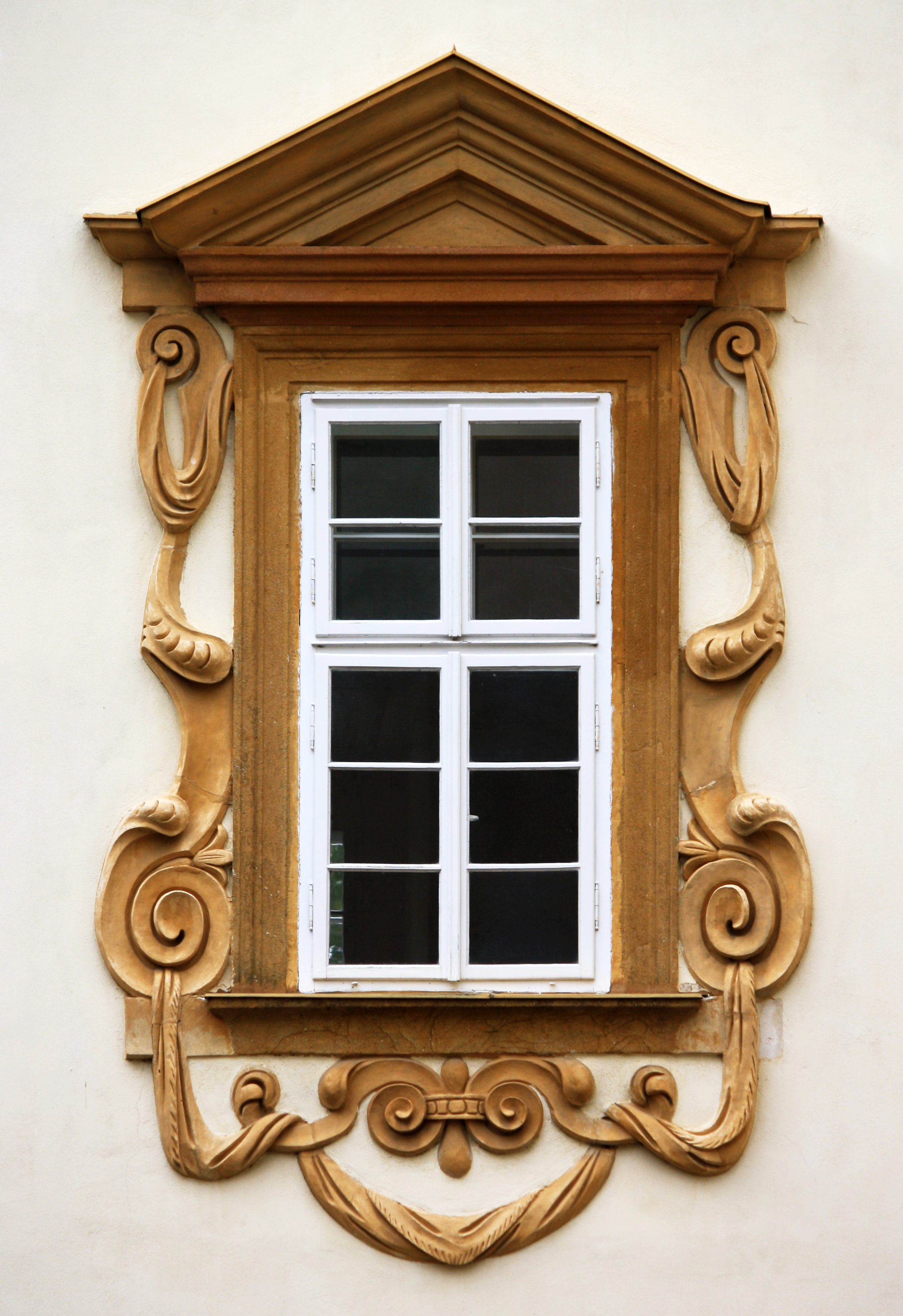
Otwór okienny zwieńczony naczółkiem, a w nim okno ze ślemieniem (belka pozioma), słupkami (belki pionowe) i szczeblinami (cienkie belki poziome), dzielącymi go na kwatery

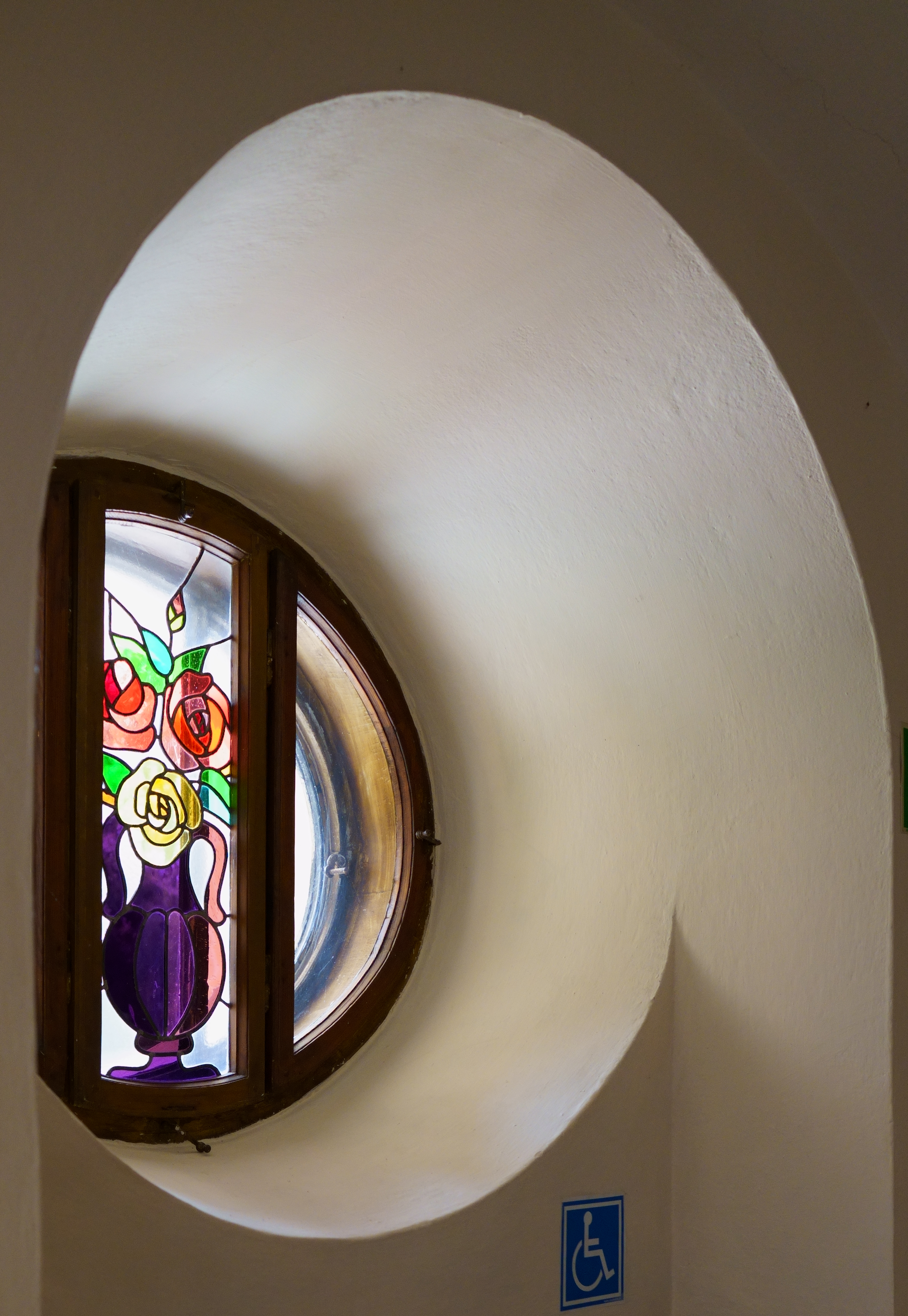
Dwór w Stryszowie

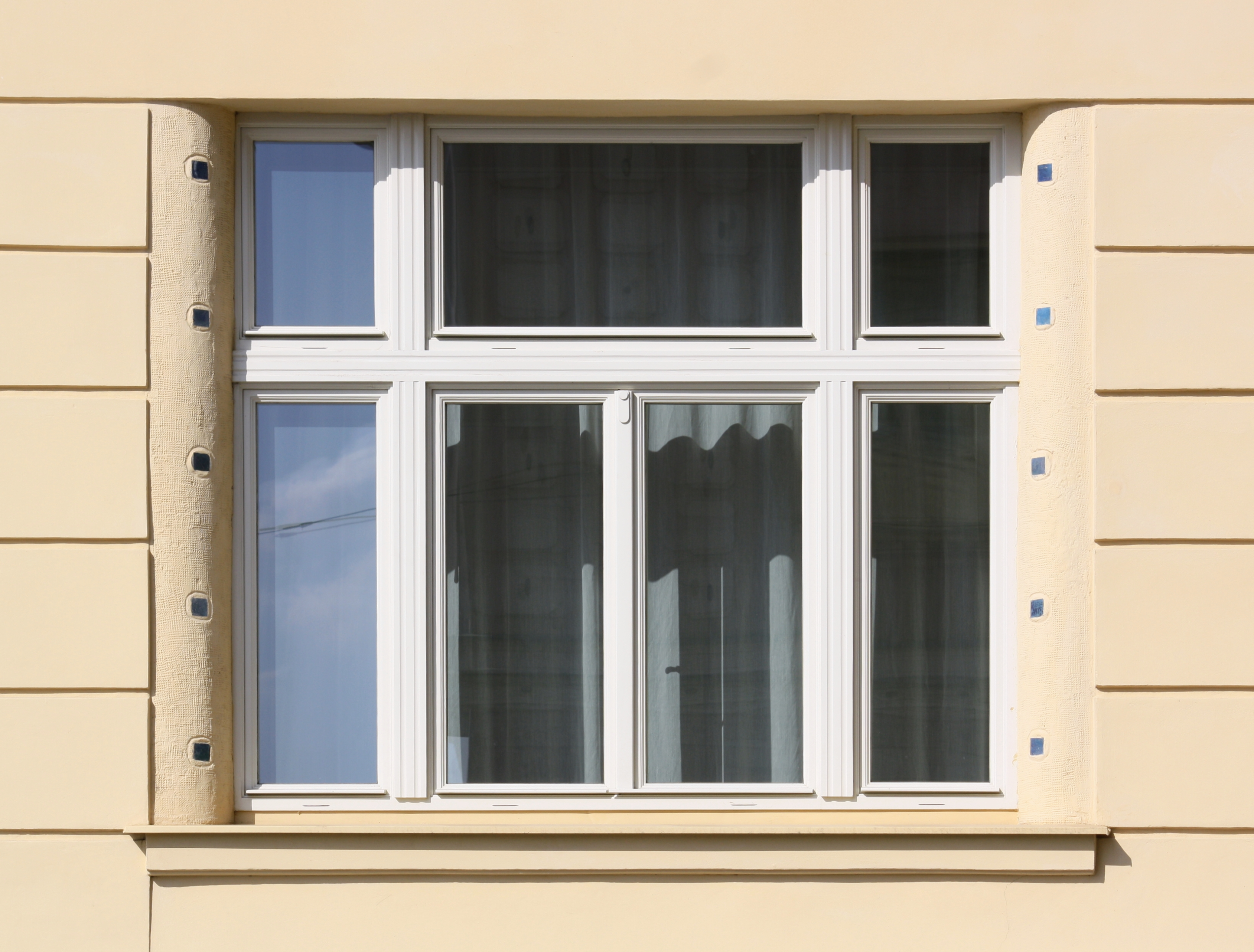
Okno

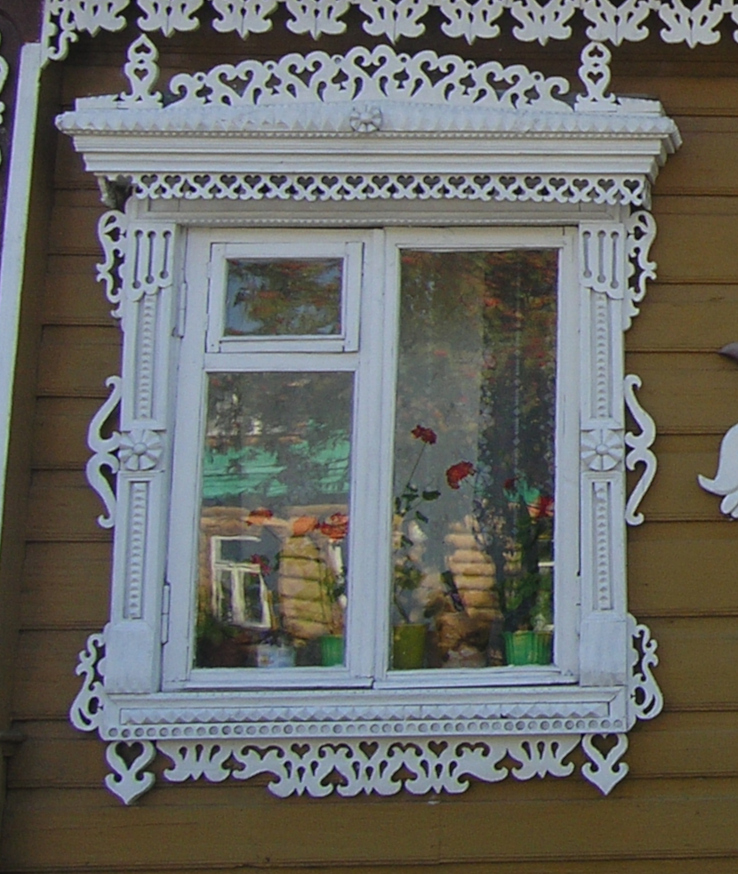
Okno z lufcikiem

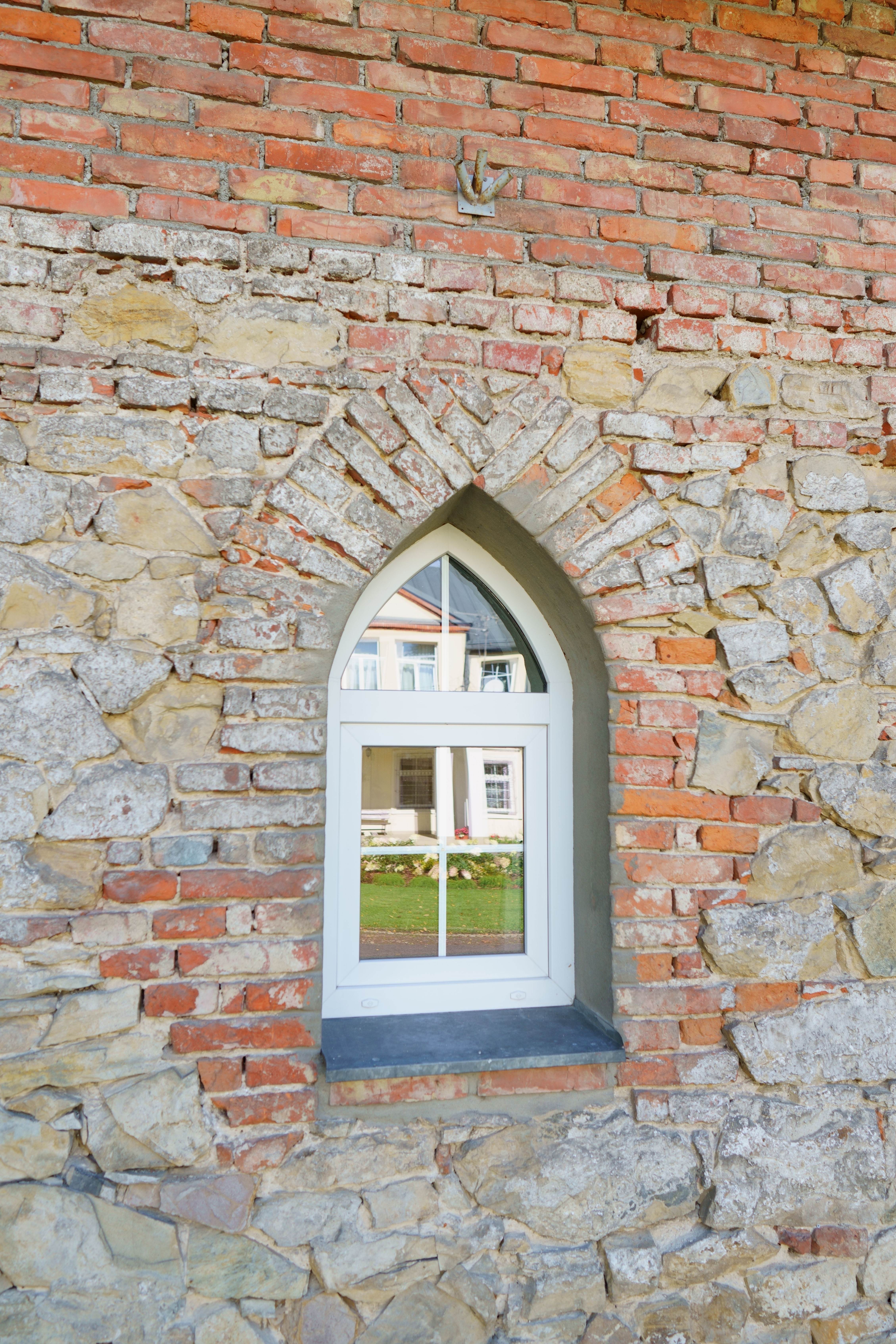
Okno w budynku gospodarczym

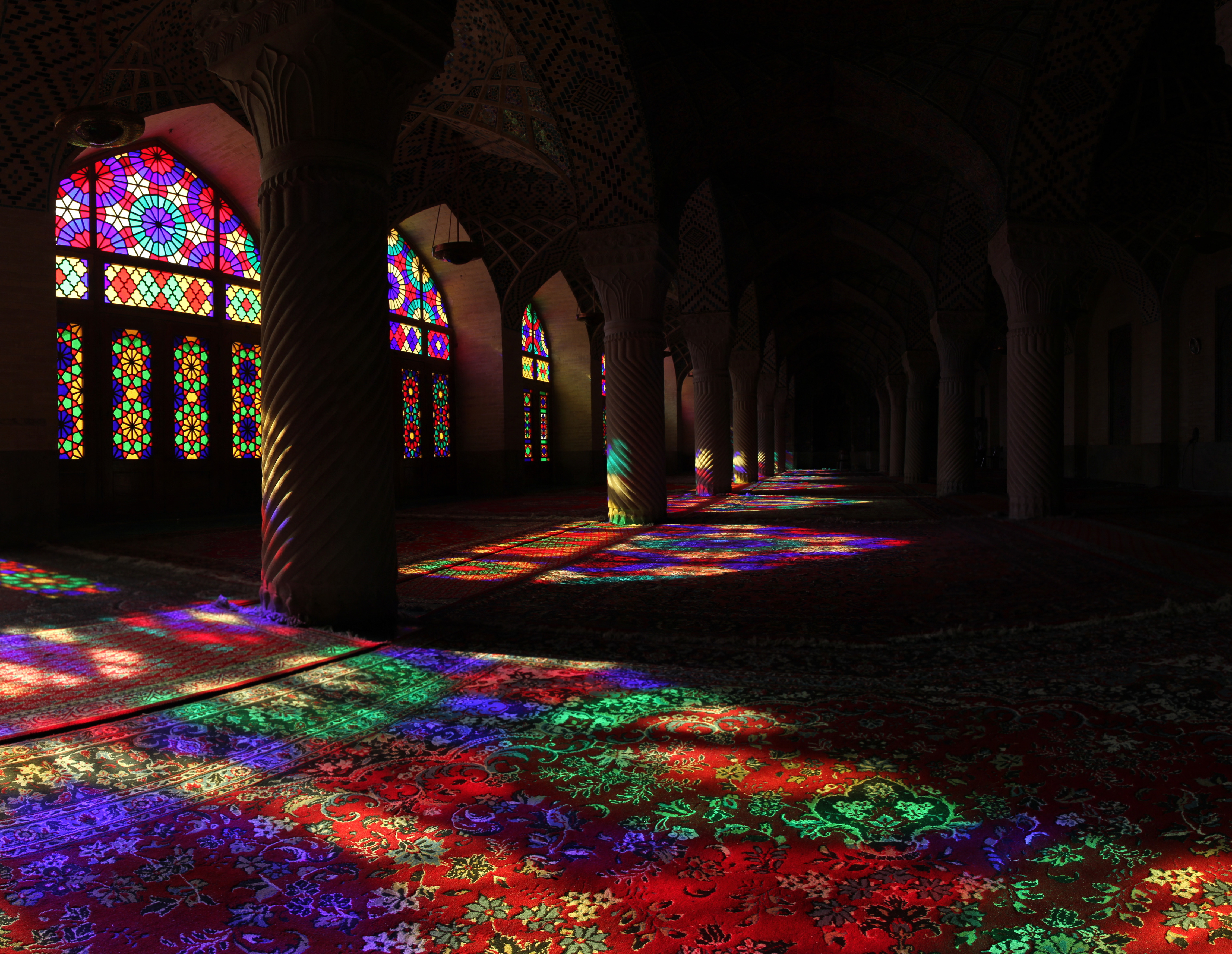
Witraże przez które wpada światło słoneczne, Różowy Meczet, Sziraz, Iran

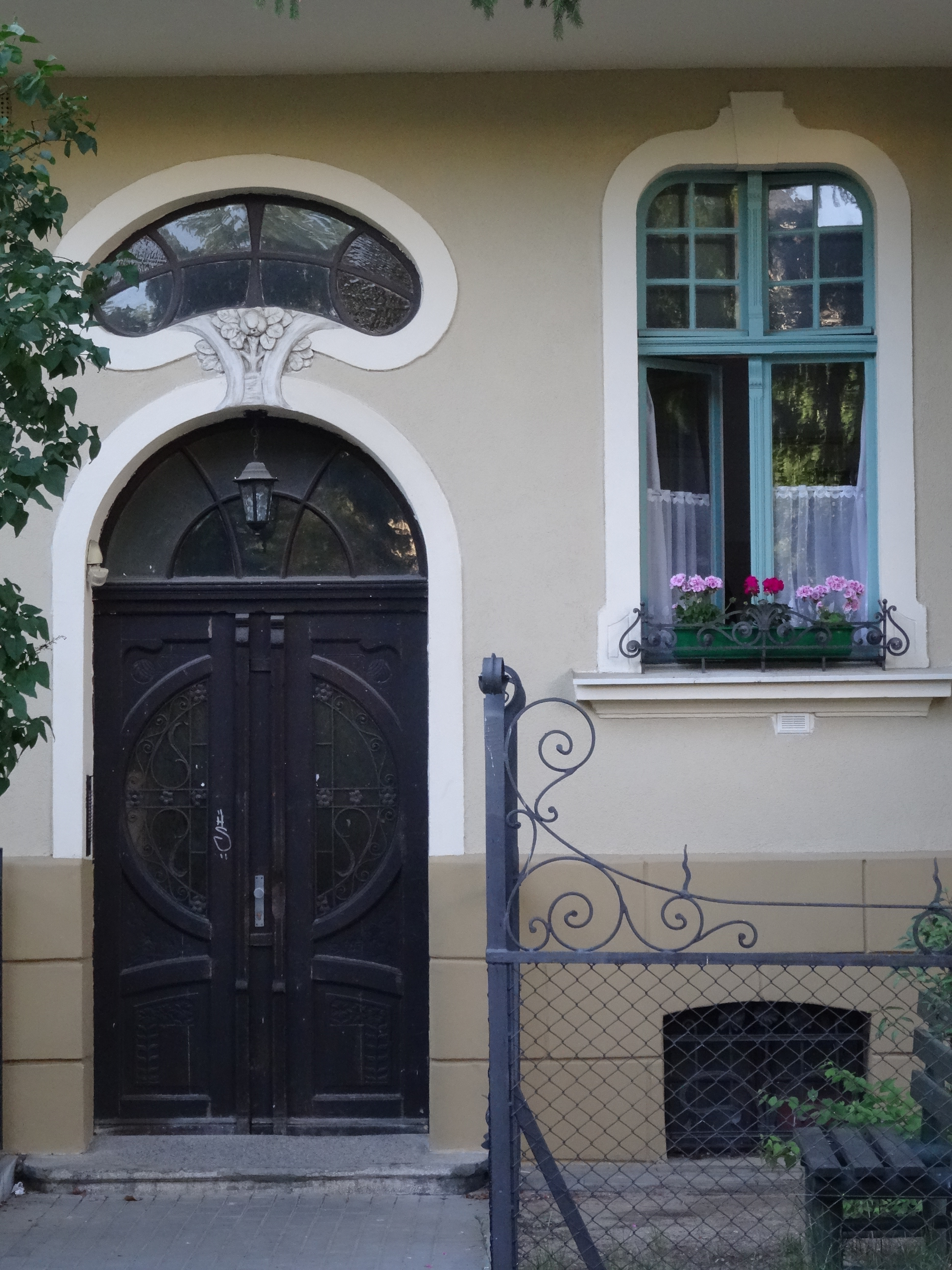
Okna w stylu secesyjnym, sopocka willa z 1904

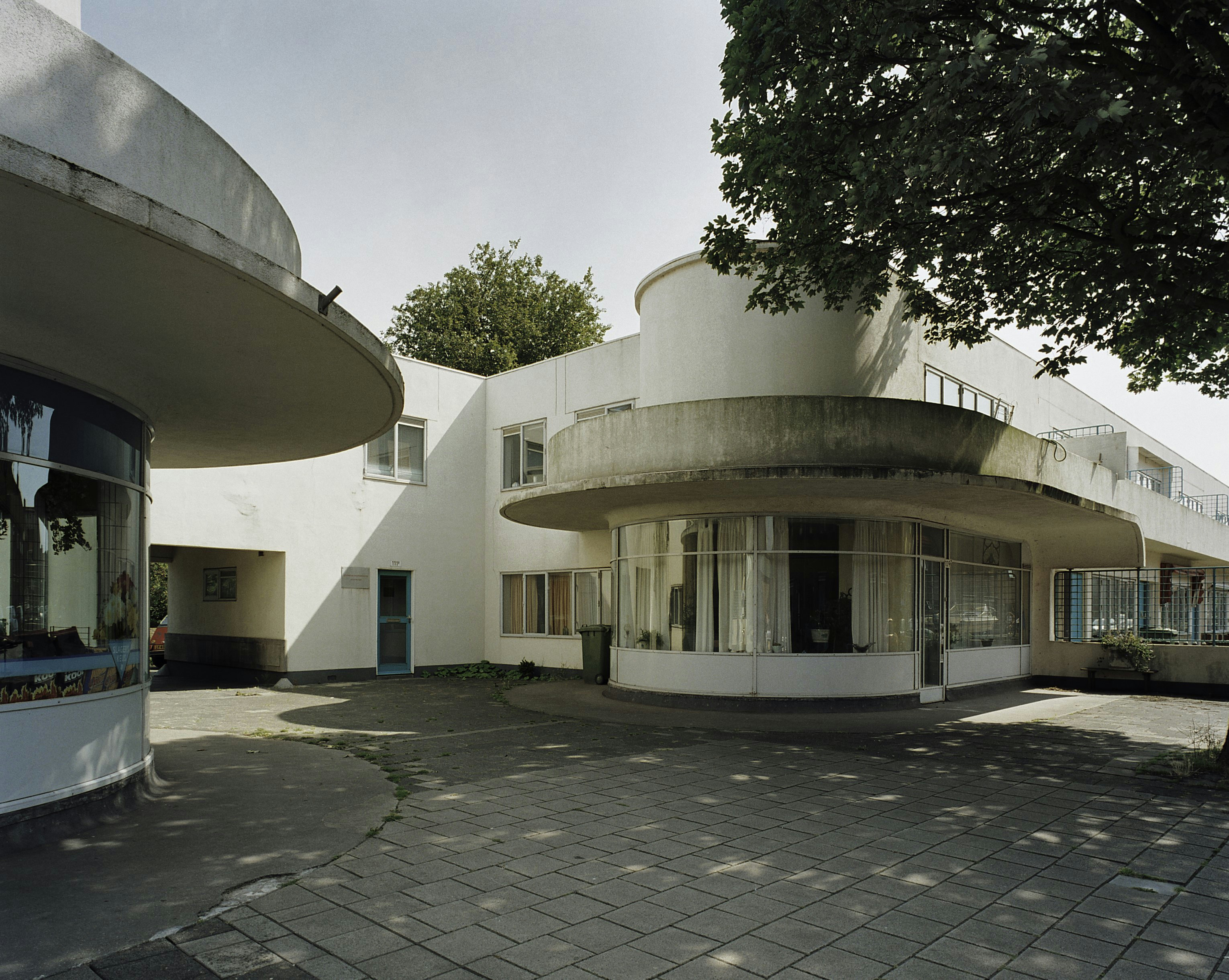
Okna wstęgowe w zaokrąglonych ramach stalowych i ze szkłem giętym:
architekt J.J.P. Oud,
modernistyczne osiedle Hoek van Holland w Rotterdamie (1927). W całkowicie przeszklonych salonach są zarówno mieszkania jak i sklepy. Po remoncie konserwatorskim szyby zostały odsłonięte i nie są już zamalowane na dole.

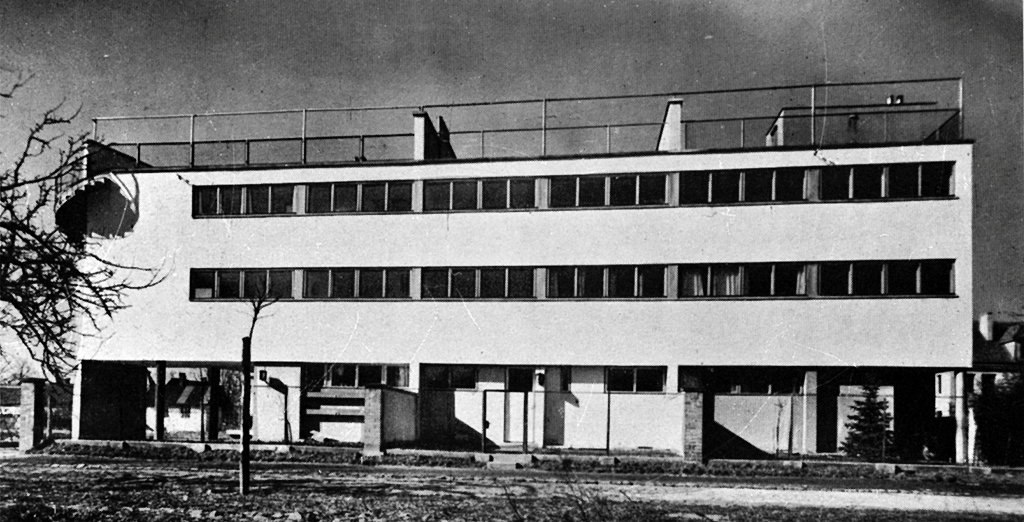
Okna pasmowe, zajmujące całą szerokość każdego pomieszczenia (3,5 m), w modernistycznej, warszawskiej willi Bohdana Lacherta z 1929

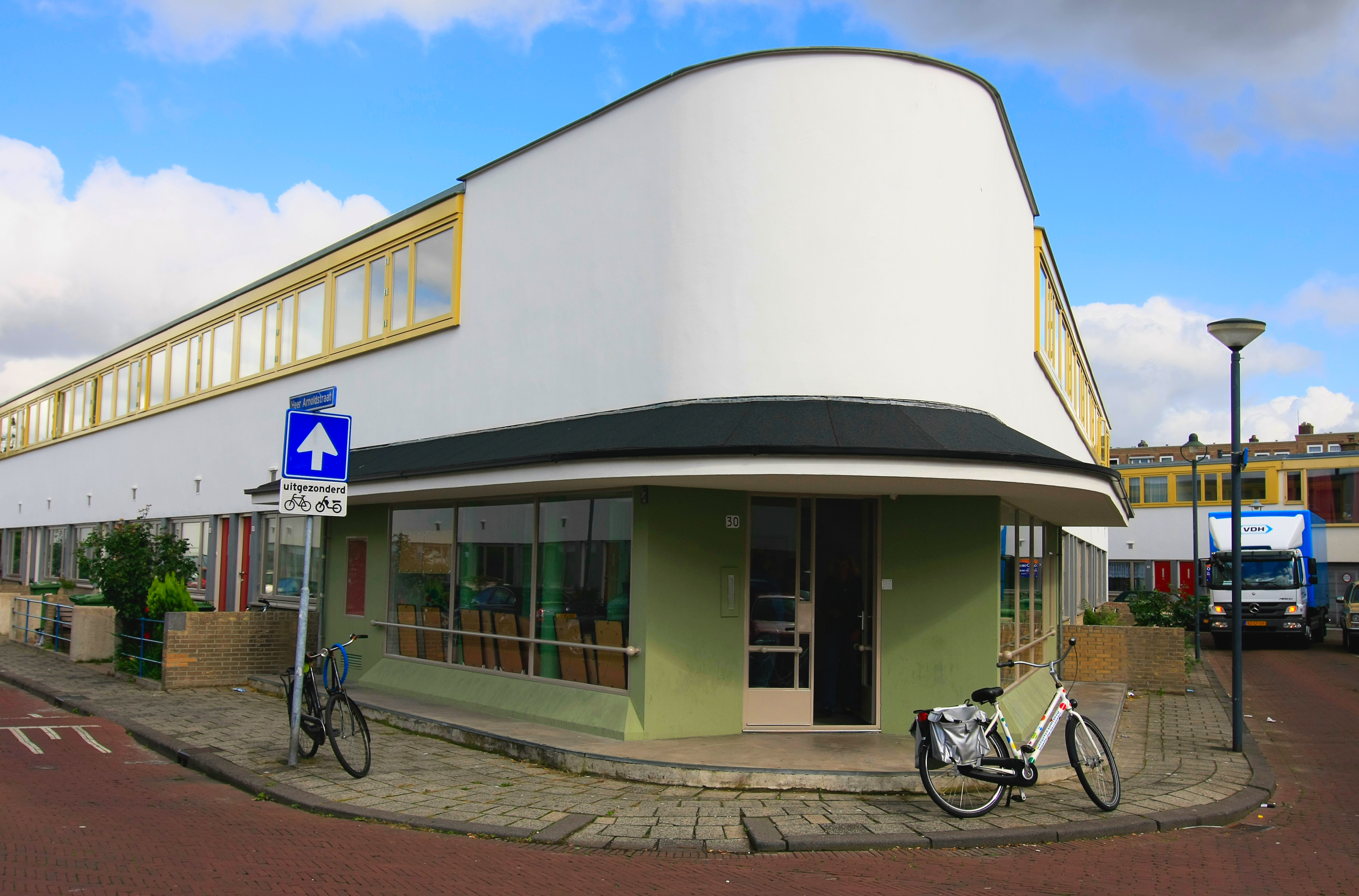
Okna wstęgowe:
architekt J.J.P. Oud,
modernistyczne osiedle Kiefhoek w Rotterdamie z 1930

Okna tarasowe, przesuwne w modernistycznej willi „Savoye”
Le Corbusiera w Poissy z 1931

Okno – element, konstrukcja zamykająca otwór w ścianie lub w dachu, służący do oświetlenia lub przewietrzania pomieszczeń. 

## Historia
Początkowo otwór w ścianie spełniał rolę prymitywnego okna. Później zaczęto go wypełniać zwierzęcą skórą, drewnem czy tkaniną. Dodano następnie okiennice, które można było zamykać i otwierać. Z czasem funkcją okna było nie tylko umożliwienie dostępu światła do wnętrza, ale ochrona przed czynnikami atmosferycznymi. Okna pełniły też funkcję dekoracyjną, wzbogacając formę architektoniczna elewacji budynku. Z czasem w świetle okna zaczęto montować pionowe przegrody, słupki, które łączyły kawałki szkła za pomocą ołowiu. Po raz pierwszy szkło do okien zastosowali Rzymianie. Szklane okna były preferowane przez Europejczyków, podczas gdy okna papierowe, bardziej ekonomiczne, stosowane były w starożytnych Chinach, Korei i Japonii. 
W Anglii okno szklane weszło w powszechne użycie z początkiem siedemnastego wieku. Współczesne okna wielkopowierzchniowe zaczęto produkować po udoskonaleniu technik przemysłowej produkcji szkła.

## Budowa
Elementami, z których składa się okno, są:
- rama zamontowana w ścianie, tzw. ościeżnica
- skrzydło okienne – część ruchoma mocowana do ramy za pomocą zawiasów. W zależności od ilości skrzydeł okna nazywamy jednoskrzydłowymi, dwuskrzydłowymi itd.
- wypełnienie ramy skrzydeł okiennych: najczęściej tafla szkła (szyba) pojedyncza lub podwójna (czasem potrójna), a do XVII wieku – błony okienne.

## Materiał
Okna wykonywane są z takich materiałów jak: drewno, Poli(chlorek winylu), profile metalowe (stalowe lub aluminiowe).
Elementem uzupełniającym są parapety:
- zewnętrzne: wykonywane z blachy lub PCW
- wewnętrzne: drewniane, kamień, kamień sztuczny, konglomeraty.

## Rodzaje okien
Typy konstrukcji okien drewnianych spotykane w budownictwie:
- okna krosnowe – w oknach typu krosnowego rama okienna (oboknie) składa się na całym swoim obwodzie z jednego elementu o przekroju prostokątnym, ustawionym w otworze okiennym w ten sposób, że dłuższy bok przekroju jest prostopadły do muru. W przypadku tych okien rama okna jest niepodzielona, przeszklenie stanowi jedną całość. Tak wykonane oboknie nosi nazwę krosna. Okna krosnowe są wykonywane przeważnie jako szklone pojedynczo, są stosowane jedynie do poddaszy i piwnic, ponieważ mają niewielką izolacyjność, zarówno termiczną jak i akustyczną.
- okna ościeżnicowe (zwane też oknami polskimi) – zbudowane były z ościeżnicy, do której mocowane są podwójne skrzydła okienne (jedno otwierane na zewnątrz pomieszczenia, drugie do środka). Stosowane były zwłaszcza w budownictwie wiejskim i w miastach na najniższych kondygnacjach.
- okna skrzynkowe – rama okienna złożona jest z ościeżnicy i krosna, do niej mocowane są podwójne skrzydła okienne otwierane do środka. Skrzydła zewnętrzne zawsze mają nieco mniejszy wymiar niż skrzydła wewnętrzne. Odmianą okien skrzynkowych są okna półskrzynkowe. Ich rama złożona jest z ościeżnicy i poziomych elementów krosna zwanych krośniakami. Skrzydła okien półskrzynkowych są tej samej szerokości, lecz różnej wysokości.
- okna zespolone (szwedzkie) – posiadają podwójne skrzydła połączone ze sobą za pomocą śrub. Zawieszone są na ramie okna na wspólnym zawiasie. Stosowane w Polsce od ponad czterdziestu lat.
- okna jednoramowe – składają się z ramy i pojedynczych skrzydeł okiennych wykonanych z trzech warstw drewna sklejonych ze sobą. Układ włókien zapobiega wypaczaniu się konstrukcji. Skrzydła szklone szybami zespolonym (zestawami szyb połączonymi uszczelką). Podobną konstrukcję (jednoramową) mają okna wykonywane z profili PVC i aluminiowych.

## Szczególne typy okien
Oprócz „zwykłych” okien stosowane są okna o specjalnym przeznaczeniu:
- okna połaciowe – okna wbudowane w połać dachową,
- lukarna
- wole oko – okno o specjalnym, obłym kształcie
- witryna – okno sklepowe
- świetlik – okno do oświetlenia górnego
- nadświetle
- okno balkonowe – potocznie określane jako drzwi balkonowe
- oculus
- portfenetr
- okna wewnętrzne – służące do pośredniego oświetlania pomieszczeń
- okno pasywne – okno które spełnia wymogi budownictwa pasywnego – okno powinno mieć współczynnik przenikania ciepła dla całego okna Uw poniżej 0,8 W/m2K. Tego typu okna wykazują się szczególną energooszczędnością[1].

Ponadto w budownictwie stosuje się elementy doświetlające, które niezależnie od doświetlania pełnią inne funkcje i nie są zaliczane do stolarki okiennej:
- luksfery: inaczej pustaki szklane
- ściany kurtynowe
- klapy dymowe

## Kolorystyka stolarki
Do wymalowań drewna w oknach w okresie renesansu (XVI wiek) preferowano zieleń w wielu odcieniach, a także czerwień ("krew wołową"), brąz i szarość. W okresie baroku (XVII–XVIII w.) także najpopularniejsza była zieleń, choć częściej ulegała rozjaśnieniu. W baroku stosowano też kolor szaro-srebrny, szary i ugier. W klasycyzmie od końca XVIII wieku stosowano najczęściej kolor popielaty, szary, szaro-srebrny, perłowy, a czasem też źółcień i ciemny żółcień. Kolor stolarki od strony wewnętrznej dopasowany był do wystroju i wyposażenia pomieszczeń, ale tu także najczęściej, tak jak na zewnątrz, stosowano zieleń, a od XVIII wieku kolor perłowy. W 2 połowie XIX wieku stolarka okienna mająca znaczenie dla odbioru elewacji, była malowano na zewnątrz na ciemno – w barwach brązu, mahoniu, ciemnej czerwieni i zbliżonych. Malowanie od wewnątrz dostosowywano do kolorystyki wnętrza, które najczęściej było jasne. Zewnętrzne malowanie stolarki na ciemno było w 2 połowie XIX w. regułą powszechną; ówczesne zróżnicowanie odcieni stylowych historyzmu nie miało wpływu na tę jednolitą praktykę. Do 2 połowy XIX wieku nie stosowano bieli. Po 1910 roku pod wpływem skłonności secesji do barw jasnych i rozbielonych coraz częściej stosowano w stolarce kolor biały. Architektura modernizmu (ok. 1910-1980) jako idea przeciwna dekoracji, nie określiła zdecydowanie kolorystyki stolarki okiennej, lecz wpłynęła na jej funkcjonalność to znaczy na przykład na zmniejszenie grubości czyli wysmuklenie ram okiennych, które odtąd wpuszczają zdecydowanie więcej światła do pomieszczeń, zrezygnowano ze szprosów ze względów praktycznych i estetycznych oraz pozwoliło to również zmniejszyć zużycie kosztownego surowca do produkcji okien. W XX wieku modne stało się stosowanie czarnego koloru stolarki okiennej wykonanej ze stali w funkcjonalistycznych willach o białych ścianach oraz masowe stosowanie dębowych i nie lakierowanych na żaden kolor okien w blokach mieszkalnych (np. Unité d’habitation w Marsylii) oraz w wieżowcach (np. Pałac Kultury i Nauki w Warszawie) aby zapewnić naturalny wygląd drewna oraz praktyczne ciepło wnętrzom, a także efekt kontrastu okien na fasadzie aby uniknąć bieli ram okiennych, która zlewa się z jasną fasadą co może wywołać efekt monotonii.

## Elementy dodatkowe i pojęcia związane z oknami
W zależności od sposobów otwierania okna mogą mieć skrzydła:(w nawiasie symbole stosowane w budownictwie na określenie danego typu)
- rozwierane – czyli otwierane: (R)
- uchylne: (U)
- obrotowe
- nieotwieralne (FIX)
- uchylno-rozwierane: (R/U)
- obrotowo-otwieralne (w Polsce niestosowane w masowej produkcji, najczęściej jednak pojawią się w galeriach handlowych)
- przesuwne – ze skrzydłem przesuwanym w poziomie lub podnoszonym

Okna mogą mieć wprowadzane dodatkowe podziały:
- podział konstrukcji ramy okiennej przy pomocy ślemion i słupków. Tworzy się wtedy dodatkowe nadświetle, lufcik.
- skrzydła okienne mogą być dzielone na mniejsze pola (kwatery) przy pomocy szczeblin (szprosów).

Przed nadmiernym wnikaniem światła przez okna zabezpiecza żaluzja, okiennica, roleta, markiza.
Otwór okienny w ścianie, nazywany ościeżem, wykańczany jest przez wykonanie węgarka lub glifowaniem.
Okna powinny być wyposażone w dodatkowe urządzenie nawiewne – nawiewniki (jeżeli powietrze nie jest dostarczane przez wentylator, stosowany w wentylacji mechanicznej nawiewnej lub nawiewno-wywiewnej). Nawiewniki okienne dzielimy na:
- higrosterowane
- ciśnieniowe
- sterowane ręcznie.

Nawiewnik umożliwia dostarczenie powietrza nawet przy bardzo szczelnych oknach. Jest to konieczne do skutecznej wentylacji pomieszczeń.

## Pojęcia związane z przepisami i technologią
- izolacyjność termiczna: okno jest elementem, przez który „ucieka” najwięcej ciepła z budynku. Im większy otwór okienny tym więcej ucieka ciepła. Stąd (w celu zwiększenia izolacyjności okna) nowoczesne okna wyposaża się w szyby podwójne lub potrójne, oraz ościeżnice kilkukomorowe. Parametr izolacyjności termicznej okna wyrażony jest współczynnikiem przenikania ciepła Uw. Określa ile energii cieplnej, mierzonej w watach, przeniknie przez okno przy różnicy temperatur 1K wewnątrz i na zewnątrz budynku (informuje o stratach ciepła). O współczynniku Uw decyduje przenikalność termiczna profilu (Uf) oraz pakietu szybowego (Ug), a także sposób osadzenia oraz udział szyby w całym oknie. Im Uw jest mniejsze tym okno jest bardziej energooszczędne. Zgodnie z normą PN-EN 14351-1+A1 producenci mają obowiązek podawania dla każdego okna współczynnika przenikania ciepła. Informacja musi się znaleźć na etykiecie bądź dokumentach[7].
- akustyczność: okna muszą spełniać wymogi akustyczne określane w przepisach: stąd, szczególnie w dużych miastach przy ruchliwych trasach stosuje się (okna o podwyższonej izolacyjności akustycznej). Do podwyższenia izolacyjności okna stosuje się zestawy szybowe, czyli gotowe fabrycznie ramki z dwoma lub trzema taflami szkła wypełnionymi gazem (najczęściej argonem).
- wentylacja: W pomieszczeniach pozbawionych wentylacji wymuszonej (a takich jest większość) okna muszą zapewnić wymianę powietrza – wentylację (szczególnie chodzi o usuwanie nadmiernej ilości pary wodnej powstałej w mieszkaniu przez takie przyziemne czynności jak np. oddychanie i gotowanie). Nowoczesne okna jednoramowe, niezależnie od materiału z jakiego są wykonane, są bardzo szczelne (nie mylić z izolacyjnością termiczną). Znane są przypadki wystąpienia zagrzybienia ścian wskutek zbyt dużej szczelności okien. Stosowane są różne mechanizmy takie jak mikrowentylacja, rozszczelanianie poprzez wycięcie fragmentów uszczelek, nawiewniki okienne.
- okna antywłamaniowe: problem stary jak świat – jak zabezpieczyć delikatny element, jakim jest okno przed „złymi ludźmi”. Stosowano i nadal stosuje się kraty okienne. Inne rozwiązania to blokady zawiasów, klamki z kluczykami (blokuje klamkę i uniemożliwia otwarcie okna po zbiciu szyby), folie naszybowe (wzmacniające szkło), siatki metalowe wtapiane w szkło. Innymi metodami zabezpieczenia okna są stara dobra okiennica oraz roleta i żaluzje.
- bezpieczeństwo: w wielu przypadkach przepisy wymagają zastosowania tzw. szkła bezpiecznego, które podobnie jak w samochodzie tłucze się na drobne kawałki. Są to okna na dużej wysokości (odłamek szkła spadający z kilkudziesięciu metrów mógłby uciąć głowę) oraz drzwi wejściowe (wykonanych w całości ze szkła czasem się nie zauważa)